# Msjlebi (Ajalgori)
Msjlebi (en georgiano: მსხლები) o Jsleb (en osetio: Хслеб) es un pueblo que pertenece a la parcialmente reconocida República de Osetia del Sur, parte del distrito de Leningor, aunque de iure pertenece al municipio de Ajalgori de la región de Mtsjeta-Mtianeti de Georgia.

## Geografía
Msjlebi se encuentra en el margen derecha del río Lejuri, a 54 km de Ajalgori. La aldea se administra desde el pueblo de Tsinagari.     

## Historia
Mientras formaba parte del Imperio ruso, Msjlebi pertenecía al uyezd de Gori de la gobernación de Tiflis.
Durante la duración del conflicto georgiano-osetio y también tras la victoria rusa en la guerra ruso-georgiana de 2008, con la que las de facto autoridades de Osetia del Sur establecieron el control sobre el municipio de Ajalgori, Msjlebi formaba parte del territorio controlado por las autoridades de la República de Osetia del Sur. 

## Demografía
La evolución demográfica de Msjlebi entre 1905 y 2015 fue la siguiente:
| 117                                                      | 110 | 143 | 183 | 226 | 181 | 105 | 73 | 60 | 9 |
| (Fuente: Population of South Ossetia since Soviet times) |     |     |     |     |     |     |    |    |   |

Según el censo soviético de 1959, la mayoría de la población local eran osetios.

## Infraestructura

### Arquitectura, monumentos y lugares de interés
Entre los monumentos del patrimonio cultural destacan la iglesia de San Jorge de Mishali y el cementerio de Kviratsjoveli.